# Тушинська (станція метро)
«Тушинська» (рос. Тушинская) — станція на Тагансько-Краснопресненській лінії Московського метрополітену. Розташована у московському районі «Покровське-Стрешнєво» між станціями «Сходненська» і «Спартак».
Станція відкрита 30 грудня 1975 у складі черги «Октябрське поле» — «Планерна».

## Вестибюлі
Станція має два підземних вестибюлі — північний і південний. Північний вестибюль сполучений з підземним переходом під залізницею, має виходи на проїзд Стратонавтів, станцію «Тушино» Ризького напрямку Московської залізниці, Тушинську вулицю і проїзд Стратонавтів. Вихід із південного вестибюля здійснюється у підземний пішохідний перехід під Тушинською площею (вулиця від проїзду Стратонавтів до Волоколамського шосе, колишня назва — до червня 2013 року — Проектований проїзд № 1756). Через південний вестибюль можна пройти на Другий Волоколамський проїзд.

## Технічна характеристика
Конструкція станції — колонна трипрогінна мілкого закладення (глибина закладення —10,5 м), споруджена за типовим проектом зі збірних конструкцій.

## Колійний розвиток
Станція без колійного розвитку.
До 22 червня 2014 на станції був пост централізації, з якого управлялися 2 стрілочних переводи і пошерстний з'їзд, які знаходяться біля станції «Спартак».

## Оздоблення
Колійні стіни покриті світлим мармуром «коєлга» (цоколь — чорним гранітом) і прикрашені орнаментальним фризом з склокристаліту. Підлога викладена «Жежелівське» сірим і «Капустянським» червоно-коричневим гранітом, колони облицьовані сіро-блакитним мармуром «уфалєй». Тематичні вставки на дверях кабельних шаф присвячені епізодам Великої Вітчизняної війни — захисті Москви на Волоколамському напрямку. Фасади наземного вестибюля облицьовані «Горовським» мармуром — з-під розпилу, колони касового залу — зеленим мармуром «змійовик».

## Пасажиропотік
Станція досить сильно завантажена за рахунок ув'язки її з залізничною платформою, також використовується жителями міста Красногорськ.
Крім жителів Красногорська до станції метро Тушинська можуть дістатися жителі Хімок і Зеленограда. 11 лютого 2013 запущений експрес-маршрут автобуса під номером 400т: Зеленоград — Метро П'ятницьке Шосе — метро Тушинська.

## Пересадки
- Станцію МЦД-2 Тушинська
- Автобуси: е30, е30к, 2, 62, 88, 96, 102, 210, 248, с356, 400т, 456к, 488, 614, 631, 640, 678, 741, 777, 930, Т;
  - приміські: 20, 120к, 151, 209к, 301, 307, 326к, 372, 409, 436, 450, 455, 464, 467, 498, 540, 541, 542, 542п, 549, 566к, 568, 568к, 575, 856, 961, 963, 964, 1175, 1233к